# Yayla, Mardin
Yayla là một xã thuộc huyện Mardin, tỉnh Mardin, Thổ Nhĩ Kỳ. Dân số thời điểm năm 2010 là 266 người.